# Saint Jack (film)
Saint Jack is een Amerikaanse dramafilm uit 1979 onder regie van Peter Bogdanovich. Het scenario is gebaseerd op de gelijknamige roman uit 1973 van de Amerikaanse auteur Paul Theroux.

## Verhaal
Een pooier wil begin jaren 70 een bordeel op touw zetten in Singapore. Hij vindt echter de Chinese maffia op zijn pad.

## Rolverdeling
| Acteur            | Personage     |
| ----------------- | ------------- |
| Ben Gazzara       | Jack Flowers  |
| Denholm Elliott   | William Leigh |
| James Villiers    | Frogget       |
| Joss Ackland      | Yardley       |
| Rodney Bewes      | Smale         |
| Mark Kingston     | Yates         |
| Lisa Lu           | Mevrouw Yates |
| Monika Subramiam  | Monika        |
| Judy Lim          | Judy          |
| George Lazenby    | Senator       |
| Peter Bogdanovich | Eddie Schuman |
| Joseph Noël       | Gopi          |
| Kian Bee Ong      | Hing          |
| Yan Meng Tan      | Kleine Hing   |
| Andrew Chua       | Andrew        |